# 松田亜莉紗
松田 亜莉紗 (まつだ ありさ、1994年12月15日 - ) は、日本の女性総合格闘家。女子プロ野球に所属した元プロ野球選手。BLOWS所属。旧姓は金山（かなやま）。プロ野球選手時代の愛称 (ニックネーム) は「ありぴー」。

## 来歴

### 女子プロ野球
高校時代から硬式野球を始める。2013年から女子プロ野球チームの京都フローラに入団。プロ1年目は打率.222・6打点・1盗塁という成績を残した。
2年目となる2014年には.300を超える打率を維持しており、打撃面で成長を見せ、ジャパンカップ個人賞の外野手を受賞した。
2017年12月、総合格闘家に転向するため女子プロ野球を引退。総合格闘家に転向した理由として、小学校から10年以上続けた野球に対して燃え尽きたように感じるようになり、来季に向けて気持ちが乗らず悩んでいたこと、たまたまテレビでBellatorを観戦した際、元Bellator世界女子フライ級王者イリマ＝レイ・マクファーレンの試合に引き込まれたことを挙げている。

### 総合格闘技
ハワイに格闘技留学し、HMCで練習を行った。2019年に結婚・出産を経験し1年間産休を挟み、2020年から総合格闘技の練習を再開した。2021年9月にDEEP JEWELSでアマチュアデビューし、腕十字で一本勝ち。続く同年12月にも判定勝ち。
2022年8月28日にDEEP JEWELSでプロデビューし、大阪大会で和田千聖に1RパウンドによるTKOで勝利した。同年11月23日には長野美香と対戦し、3-0の判定勝ち。
2023年4月2日に純玲と対戦し、3-0の判定勝ち。同年11月23日にDEEP JEWELSストロー級暫定王座決定戦でアマチュア時代に勝利した万智と再戦し、3-2の僅差で判定勝利。暫定王座を獲得した。
2024年3月17日にマドンナと対戦し、1ラウンド2分18秒でTKO勝利。同年4月に、防衛戦のスケジュール調整がつかなかったことから暫定王座を返上した。同年12月にエリザベスにTKO勝利。勝利者マイクでは、「もっともっと強くなってレベルアップして海外に挑戦していきたいと思います」と語った。

### ROAD TO UFC
2025年5月に中国・上海で開催されたUFCとの契約をかけたトーナメント「ROAD TO UFC SEASON 4」の非トーナメント戦に出場し、中国人選手のフォン・シャオツァンに判定2-1で勝利。

## 戦績

### プロ総合格闘技
| 総合格闘技 戦績 | 総合格闘技 戦績 | 総合格闘技 戦績 | 総合格闘技 戦績 | 総合格闘技 戦績 | 総合格闘技 戦績 | 総合格闘技 戦績 |
| --------------- | --------------- | --------------- | --------------- | --------------- | --------------- | --------------- |
| 7 試合          | (T)KO           | 一本            | 判定            | その他          | 引き分け        | 無効試合        |
| 7 勝            | 3               | 0               | 4               | 0               | 0               | 0               |
| 0 敗            | 0               | 0               | 0               | 0               | 0               | 0               |

| 勝敗 | 対戦相手             | 試合結果                | 大会名                                                  | 開催年月日     |
| ○    | フォン・シャオツァン | 5分3R終了 判定2-1       | Road to UFC Season 4                                    | 2025年5月22日  |
| ○    | エリザベス           | 1R 2:09 TKO（パウンド） | DEEP OSAKA IMPACT 2024 5th Round                        | 2024年12月22日 |
| ○    | マドンナ             | 1R 2:28 TKO（パウンド） | DEEP OSAKA IMPACT 2024 1st Round                        | 2024年3月17日  |
| ○    | 万智                 | 5分3R終了 判定3-2       | DEEP JEWELS 43 【DEEP JEWELS ストロー級暫定王座決定戦】 | 2023年11月23日 |
| ○    | 純玲                 | 5分3R終了 判定3-0       | DEEP OSAKA IMPACT 2023 1nd Round                        | 2023年4月2日   |
| ○    | 長野美香             | 5分2R終了 判定3-0       | DEEP JEWELS 37                                          | 2022年11月23日 |
| ○    | 和田千聖             | 1R 1:51 TKO（パウンド） | DEEP OSAKA IMPACT 2022 2nd Round                        | 2022年8月28日  |

### アマチュア総合格闘技
| 勝敗 | 対戦相手 | 試合結果                 | 大会名                | 開催年月日     |
| ○    | 福田万智 | 3分2R終了 判定2-1        | DEEP JEWELSアマチュア | 2021年12月11日 |
| ○    | Sarah    | 2R 1:16 腕ひしぎ十字固め | DEEP JEWELSアマチュア | 2021年9月4日   |

## 獲得タイトル
- DEEP JEWELSストロー級暫定王座（2023年）

## 詳細情報

### 年度別打撃成績
| 年 度     | 球 団     | 試 合 | 打 席 | 打 数 | 得 点 | 安 打 | 二 塁 打 | 三 塁 打 | 本 塁 打 | 塁 打 | 打 点 | 盗 塁 | 盗 塁 死 | 犠 打 | 犠 飛 | 四 球 | 敬 遠 | 死 球 | 三 振 | 併 殺 打 | 打 率 | 出 塁 率 | 長 打 率 | O P S |
| --------- | --------- | ----- | ----- | ----- | ----- | ----- | -------- | -------- | -------- | ----- | ----- | ----- | -------- | ----- | ----- | ----- | ----- | ----- | ----- | -------- | ----- | -------- | -------- | ----- |
| 2013      | フローラ  | 33    | 82    | 72    | 8     | 16    | 1        | 2        | 0        | 21    | 6     | 1     | 1        | 5     | 0     | 4     | -     | 1     | 4     | 1        | .222  | .273     | .292     | .565  |
| 2014      | フローラ  | 34    | 114   | 100   | 21    | 31    | 2        | 1        | 0        | 35    | 9     | 9     | 0        | 3     | 0     | 7     | -     | 4     | 7     | 1        | .310  | .378     | .350     | .728  |
| 2015      | フローラ  | 49    | 133   | 110   | 15    | 30    | 4        | 0        | 0        | 34    | 10    | 9     | 1        | 8     | 0     | 10    | -     | 5     | 7     | 1        | .273  | .360     | .309     | .669  |
| 2016      | フローラ  | 37    | 111   | 86    | 17    | 24    | 8        | 0        | 0        | 32    | 11    | 6     | 1        | 7     | 0     | 7     | -     | 11    | 6     | 2        | .279  | .404     | .372     | .776  |
| 2017      | フローラ  | 42    | 128   | 110   | 17    | 30    | 4        | 0        | 0        | 34    | 12    | 5     | 2        | 11    | 0     | 4     | -     | 3     | 7     | 3        | .273  | .309     | .316     | .625  |
| JWBL：5年 | JWBL：5年 | 195   | 568   | 478   | 78    | 131   | 19       | 3        | 0        | 156   | 48    | 30    | 5        | 34    | 0     | 32    | -     | 24    | 31    | 8        | .274  | .350     | .326     | .676  |

- 「-」は記録なし。
- 太字はリーグ1位。
- 赤太字は女子プロ野球最高。

### 表彰
- ベストナイン：1回（外野手部門：2014年）

### 背番号
- 1 （2013年 - 2017年）